# Unione Sportiva Cecina 1940-1941
Questa voce raccoglie le informazioni riguardanti l'Unione Sportiva Cecina nelle competizioni ufficiali della stagione 1940-1941.

## Rosa
| N. |                   | Ruolo | Calciatore        |
| -- | ----------------- | ----- | ----------------- |
|    | Italia (bandiera) | A     | Ilio Bardi        |
|    | Italia (bandiera) | D     | Carlo Becucci     |
|    | Italia (bandiera) | P     | Trento Bongini    |
|    | Italia (bandiera) | A     | Mario Cecchi      |
|    | Italia (bandiera) | A     | E. Chiellini      |
|    | Italia (bandiera) | A     | Osvaldo Cini      |
|    | Italia (bandiera) | D     | Ranieri Corsini   |
|    | Italia (bandiera) | C     | Piero Del Testa   |
|    | Italia (bandiera) | P     | Spartaco Falcioni |
|    | Italia (bandiera) | P     | Ugo Falorni       |
|    | Italia (bandiera) | A     | Antonio Luschi    |

| N. |                   | Ruolo | Calciatore         |
| -- | ----------------- | ----- | ------------------ |
|    | Italia (bandiera) | A     | Mario Macera       |
|    | Italia (bandiera) | C     | Riccardo Mastalli  |
|    | Italia (bandiera) | C     | Rolando Marianelli |
|    | Italia (bandiera) | D     | Ivo Paoletti       |
|    | Italia (bandiera) | C     | Galliano Parigi    |
|    | Italia (bandiera) | A     | Sauro Pasquinelli  |
|    | Italia (bandiera) | D     | Frugolino Perfetti |
|    | Italia (bandiera) | D     | Vincenzo Pinto     |
|    | Italia (bandiera) | D     | Alfredo Piram      |
|    | Italia (bandiera) | C     | Alberto Porciani   |
|    | Italia (bandiera) | C     | M. Simoni          |